# Cookøernes håndboldlandshold (herrer)
Cookøernes håndboldlandshold for mænd er det mandlige landshold i håndbold for Cookøerne. Det repræsenterer landet i internationale håndboldturneringer. Der er konkurrence på internationalt plan på lige fod med de nationale hold fra andre stater.

## Resultater

### Oceanienmesterskabet i håndbold
| År   | Cookøernes placering | Værtsland   |
| 2004 | 5.- plads            | Australien  |
| 2006 | 4.- plads            | Australien  |
| 2008 | Bronze               | New Zealand |
| 2010 | Bronze               | New Zealand |
| ---- | -------------------- | ----------- |